# 公園村 (加利福尼亞州埃爾多拉多縣)
公園村（英語：Park Village）是位於美國加利福尼亞州埃爾多拉多縣的一個非建制地區。該地的面積和人口皆未知。

## 地理
公園村的座標為38°39′28″N 121°04′30″W / 38.65778°N 121.07500°W，而該地的平均海拔高度為216米（即709英尺）。